# Grimmest Hits
Grimmest Hits es el décimo álbum de estudio de Black Label Society, publicado el 19 de enero de 2018. Según el portal AllMusic, el sonido del disco se inspiró en las bandas Black Sabbath y Led Zeppelin. Zakk Wylde admitió en una entrevista con la revista Billboard que le dio el nombre al álbum solo para confundir a la gente, pues el título parece indiciar que se trata de un disco recopilatorio, pero no lo es. El disco alcanzó el primer lugar en la lista Billboard Hard Music y el segundo lugar en la lista Rock Charts.

## Lista de canciones
1. "Trampled Down Below"
2. "Seasons of Falter"
3. "The Betrayal"
4. "All That Once Shined"
5. "The Only Words"
6. "Room of Nightmares"
7. "A Love Unreal"
8. "Disbelief"
9. "The Day That Heaven Had Gone Away"
10. "Illusions of Peace"
11. "Bury Your Sorrow"
12. "Nothing Left to Say"